# Hyperolius nienokouensis
Hyperolius nienokouensis es una especie de anfibios de la familia Hyperoliidae.
Es endémica de Costa de Marfil.
Su hábitat natural incluye bosques tropicales o subtropicales secos y a baja altitud, pantanos y marismas intermitentes de agua dulce.
Está amenazada de extinción por la pérdida de su hábitat natural.